# アンコール (YOASOBIの曲)
「アンコール」は、日本の音楽ユニットYOASOBIの楽曲。2021年7月2日に各種音楽配信サービスにてリリースされた。「Google Pixel 5,Pixel 4a (5G)」のCMソングに使用された

## 概要
2021年1月6日に発売された『THE BOOK』からシングルカットされ配信リリースされた楽曲である。楽曲は、小説投稿サイト「monogatary.com」にて行われた「夜遊びコンテストvol.1」の大賞作品である水上下波の「世界の終わりと、さよならのうた」を元に制作された。2021年1月18日に、イラストレーション・アニメーションをクリエイターの文が、アニメーションをkairiが担当したミュージックビデオがYouTubeにて公開された。

## チャート成績
本楽曲は、2021年1月18日付（集計期間：2021年1月4日～1月10日）のBillboard JAPANダウンロード・ソング・チャート「Download Songs」で5位 (13,723DL) に初登場した。その後はストリーミングが高順位を推移し、翌年6月9日発表のBillboard JAPANストリーミング・ソング・チャート「Streaming Songs」で、ストリーミング累計再生回数が1億回再生を突破した。

### 認定とセールス
|                                | 認定 (RIAJ) | 売上/再生回数      |
| ------------------------------ | ----------- | ------------------ |
| ダウンロード                   | 未公表      | 108,000 DL         |
| ストリーミング                 | プラチナ    | 100,000,000 回再生 |
| *認定のみに基づく売上/再生回数 |             |                    |

## テレビ披露
| 番組名               | 日付          | 放送局 | 出典  |
| -------------------- | ------------- | ------ | ----- |
| CDTV ライブ! ライブ! | 2021年1月18日 | TBS系  | [ 9 ] |

## カバー
- Ayase feat.初音ミク - タワーレコードにて限定販売されたAyaseの2ndアルバム『MIKUNOYOASOBI』に収録されている[10]。